# Ogham-Schrift in neuerer Zeit

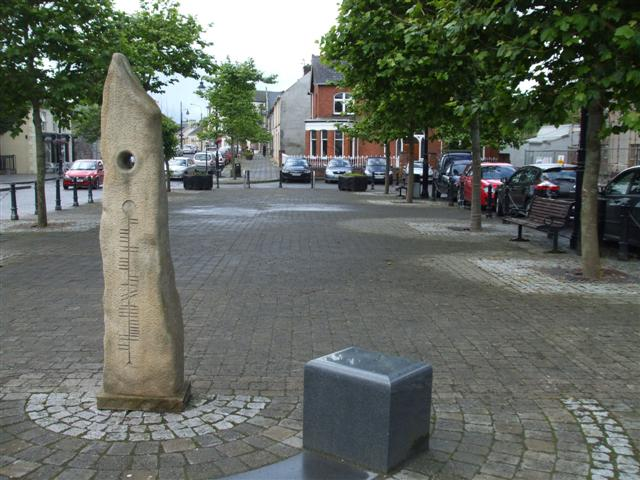
Neuer Ogham-Stein in Lifford, Grafschaft Donegal, Irland

Ogham-Schrift in neuerer Zeit beschreibt exemplarisch die Verwendung der Ogham-Zeichen in den letzten Jahrhunderten bis hinein in die jüngste Zeit – also lange nach der Blütezeit des Ogham-Gebrauchs von etwa 400 bis 700 n. Chr. Auch über die vielen Jahrhunderte hinweg hat sich bis in unsere Zeit in Irland das Wissen und die Kenntnis über die Ogham-Schrift sowie auch deren Anwendung erhalten.

## Ogham-Verwendung im 18. und 19. Jahrhundert

### Altarstein
Aus der Zeit um etwa 1800 n. Chr. stammt ein tragbarer Altarstein mit Ogham-Beschriftung, der ursprünglich aus der Grafschaft Limerick kommt und jetzt im Irischen Nationalmuseum aufbewahrt ist. Entlang der Kanten dieses Altarsteins ist mit deutlichen Ogham-Buchstaben der Name und Beruf des Besitzers, nämlich FATHER LAURENCE HARTNETT PARISH PRIEST OF CROOM (Pater Laurence Hartnett, Gemeindepriester von Croom) eingeritzt.

### Besitzernamen auf Wagen
Der irische Naturwissenschaftler und Schriftsteller Robert Lloyd Praeger (1865–1953) berichtet folgende Begebenheit: „In den frühen Jahrhunderten der christlichen Zeit trat das Ogham-Alphabet in Erscheinung – eine interessante, jedoch schwerfällige Art des Schreibens. Es war nur einige Jahrhunderte lang in Gebrauch, denn die fast zeitgleiche Einführung der lateinischen Schrift verdrängte es bald. Aber es blieb lange in der Kenntnis des Volkes. Dies zeigt die erstaunliche Begebenheit, dass noch im frühen 19. Jahrhundert ein Bauer namens Collins, der in der Nähe von Old Head of Kinsale wohnte, von der Polizei strafrechtlich verfolgt wurde, weil er seinen Namen nicht ordnungsgemäß auf seinen Wagen geschrieben hatte. Aber der Name war da – in Ogham. Es ist aufgezeichnet ..., dass Pastor Daniel O’Sullivan seine Entlassung erreichte. Aber ihm wurde vom Richter empfohlen, eine Übersetzung auf die Deichsel des Wagens hinzuzufügen, um in Zukunft Schwierigkeiten zu vermeiden.“

### Mount-Callan-Stein
Der Mount-Callan-Stein wurde etwa 1780 n. Chr. angefertigt. Sein Auffinden und die Diskussion um dessen Echtheit waren unmittelbar der Auslöser und Beginn der wissenschaftlichen Erforschung der anderen Ogham-Steine.

### Ahenny-Stein
Der Ahenny-Stein, ein Grabstein, der im Jahr 1802 für ein 17-jähriges Mädchen errichtet wurde, weist eine Ogham-Inschrift auf, die im 19. Jahrhundert als Grabsteininschrift nicht mehr typisch war.

### Kilmallock-Fläschchen
Das Kilmallock-Fläschchen ist ein kleines Tintenfläschchen mit einer Einritzung in Ogham-Schrift. Die Inschrift wurde um etwa 1800 angefertigt. Eingeritzt ist vermutlich der Hersteller- oder Besitzername und die Ortsbezeichnung.

### Ogham-Verwendung in Manuskripten
Die Ogham-Schrift wurde auch im 19. Jahrhundert in Handschriften verwendet, zum Beispiel als Geheimschrift.

## Ogham-Inschriften aus jüngster Zeit

### Ogham-Alphabet in Ramelton

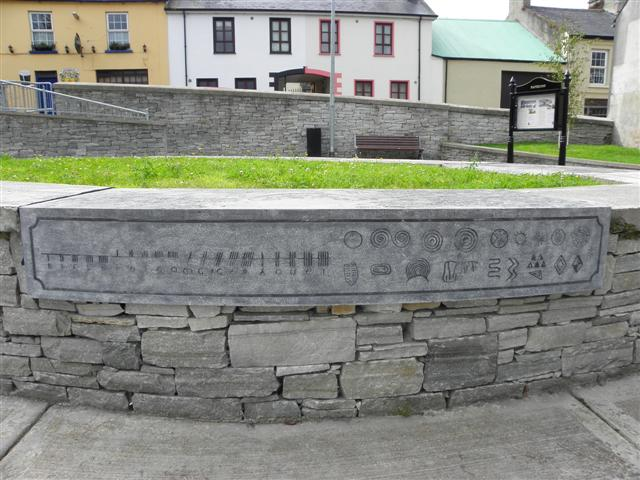
Ogham-Alphabet (links) in Ramelton

Alle 20 Ogham-Buchstaben mit einer Übertragung der einzelnen Zeichen in lateinische Buchstaben befinden sich als eine Gestaltung aus jüngster Zeit auf einer sogenannten Art Bench („Kunstbank“). Dabei handelt es sich um eine Bank aus Kalkstein. Sie befindet sich im Dave Gallaher Park in Ramelton, Grafschaft Donegal, Irland.

### Ogham-Stein in Lifford

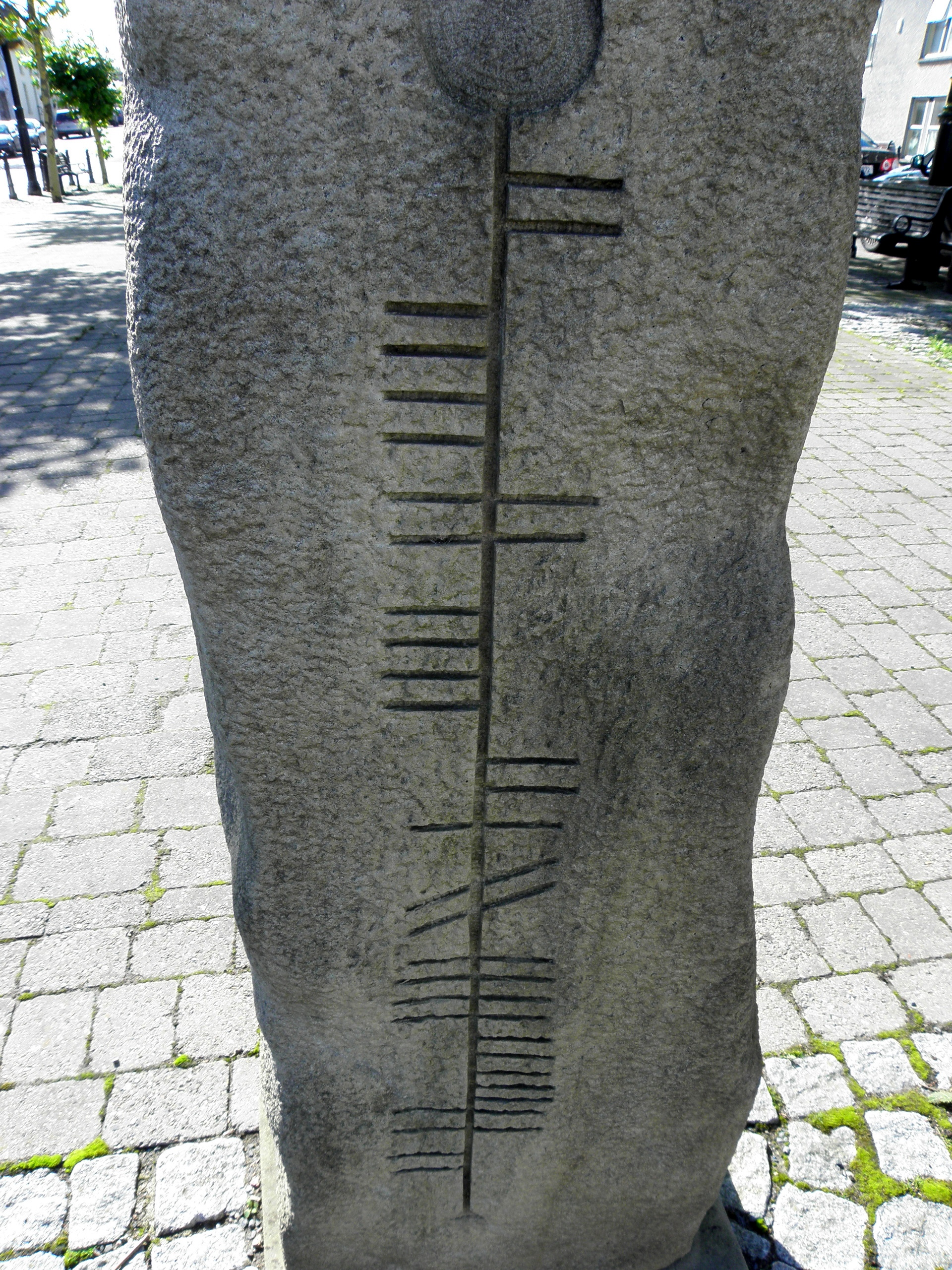
Stein in Lifford

In Lifford, dem Hauptort der Grafschaft Donegal im Norden der Republik Irland wurde erst in jüngerer Zeit ein Ogham-Stein aufgestellt. Die Zeichen sind von unten nach oben zu lesen, wie es auch bei den ursprüngliche Oghamsteinen ab etwa 400 n. Chr. der Fall war.
Übertragung:
DONEGAL CO CL (für „Donegal County Council“)
Übersetzung:
„Grafschaftsrat von Donegal“

### Ogham-Stein auf Friedhof in Texas

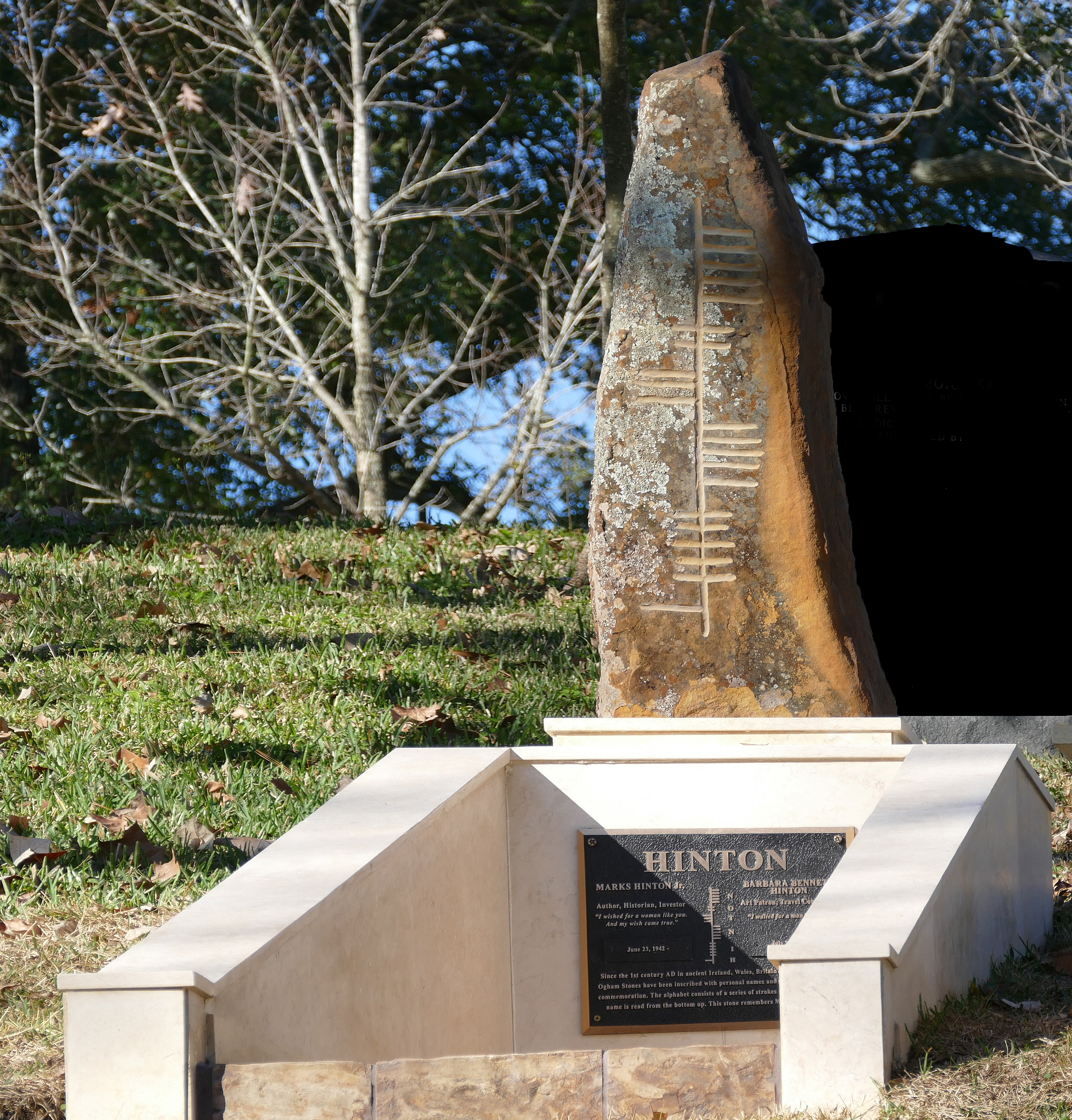
Neuer Ogham-Stein mit Inschrift HINTON auf Friedhof in Houston, Texas

Nach einem Bericht der Zeitung Houston Chronicle vom 19. Oktober 2012 ließ Marks Hinton (1942–2023) für sich und seine Frau Barbara bereits vor dem Tod eine Grabstätte auf dem Glenwood Cemetery in Houston im US-Bundesstaat Texas errichten. Die Besonderheit ist, dass auf diesem Friedhof als Grabstein ein neu gestalteter Ogham-Stein verwendet wird, der den ursprünglichen originalen Ogham-Steinen nachempfunden ist. Der inzwischen Verstorbene ließ bereits zu Lebzeiten auf dem Ogham-Stein seinen Nachnamen HINTON in Ogham-Zeichen, die von unten nach oben zu lesen sind, anbringen.

### Ogham-Zeichen in Logo einer irischen Schulstiftung

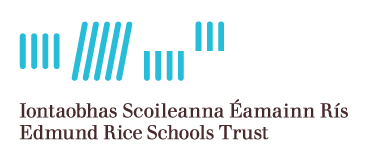
Edmund Rice Schools Trust (ERST)

Das Logo der irischen Schulstiftung Edmund Rice Schools Trust, die in Irland aus 96 Schulen besteht, enthält die Initialen ERST in Ogham-Schrift. Die Schulstiftung ist nach dem Gründer der ersten Schule dieses späteren Verbandes, dem Missionar und Pädagogen Edmund Ignatius Rice (1762–1844), benannt.

### Schmuckstücke mit Ogham-Inschrift
Auch auf Schmuckstücken sind in heutiger Zeit die Ogham-Zeichen zu finden. So wird beispielsweise der Segensspruch auf dem Buckquoy-Spinnwirtel, der aus dem 7. bis frühen 9. Jahrhundert stammt und 1970 auf den Orkney-Inseln, Schottland, entdeckt wurde, auf dort vor Ort hergestellten Ringen, Halsketten und Anhängern von Halsketten verwendet.

### Name in Ogham auf Schieferplatte

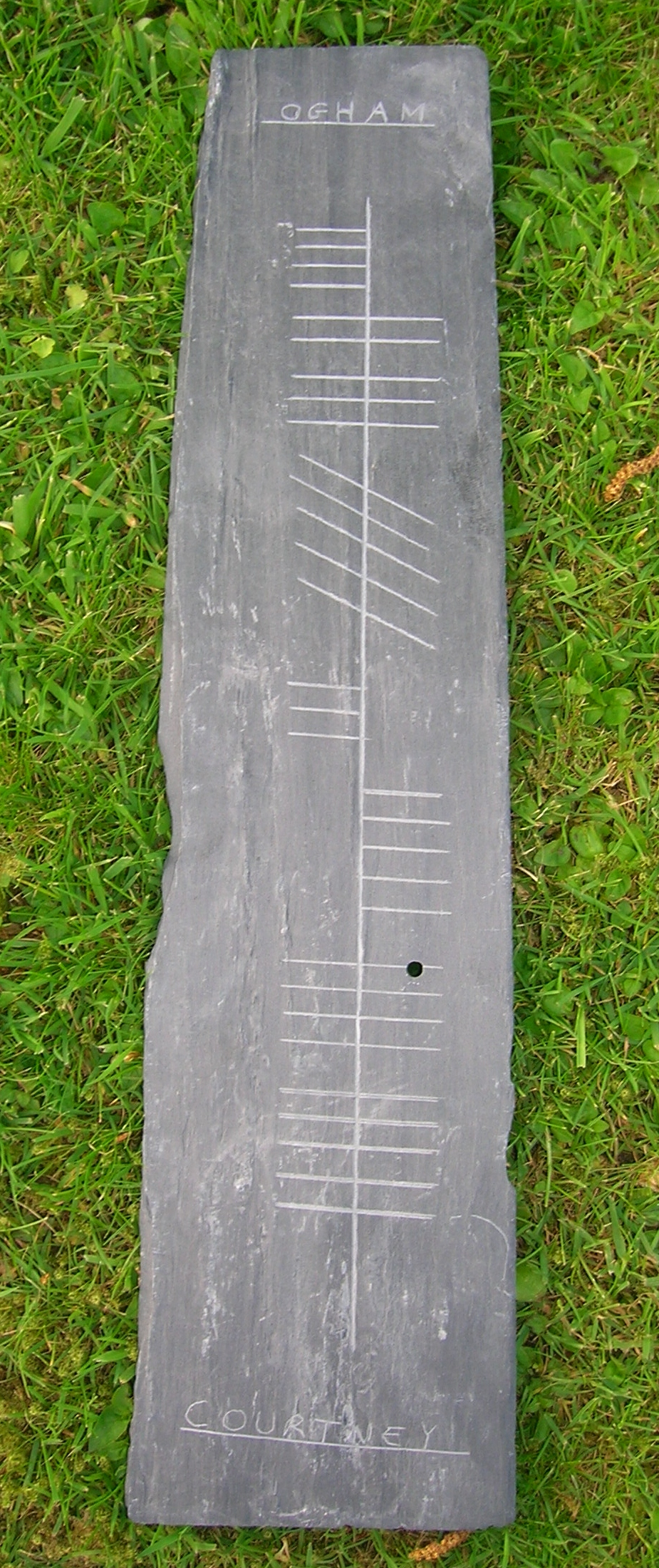
Nameneinritzung auf Schieferplatte

Auf einer Schieferplatte aus dem Jahr 2011 ist der Vorname COURTNEY eingeritzt. Da Y im Ogham-Alphabet nicht vorhanden ist, wurde es durch I ersetzt. Die Leserichtung verläuft von oben nach unten.

### Landesnamen in Ogham auf Autoaufklebern
Die Ländernamen Éire (irische Bezeichnung für Irland), Cymru (walisisch für Wales) und Alba (schottisch-gälische Bezeichnung für Schottland) finden sich in Ogham-Schrift auf Autoaufklebern.
Die Hintergrundfarben und die Farben der Beschriftung der Autoaufkleber entsprechen den jeweiligen Farben der Landesflaggen: Irlands Flagge ist eine vertikale grün-weiß-orange Trikolore, die Flagge von Wales bildet einen roten Drachen auf einem grün-weißen Feld ab und Schottlands Flagge zeigt ein weißes Andreaskreuz auf blauem Grund.

### Ogham-Zeichen auf Buchumschlägen
Ogham-Zeichen sind in der heutigen Zeit auch auf vielen Buchumschlägen zu finden, so beispielsweise auf der vorderen Umschlagseite des englischsprachigen Romans „Ogam Revisited“ von Adam Dumphey. In der Handlung verändert eine Ogham-Inschrift auf einem Felsen das Leben eines Mannes. Das Buch erschien 2007 in Bloomington (Indiana), USA.
Ebenfalls Ogham-Zeichen zu finden sind auf der vorderen Umschlagseite des englischsprachigen Buches „The Poet’s Ogam. A Living Magical Tradition“. Dieses Buch des irischen Autors John-Paul Patton wurde 2010 in Belfast herausgegeben. Die Ogham-Buchstaben sind von unten nach oben zu lesen. Sie haben keine Wortbedeutung; gezeigt werden lediglich alle Zeichen mit fünf Strichen der vier Zeichengruppen. Übertragung: IRQN.
Zwei Forfeda und dreizehn weitere Ogham-Zeichen sind auf der vorderen Umschlagseite eines russischen Buches des Autors Vladimir Leonovich Amfiteatrov abgebildet. Bei den Forfeda handelt es sich um erst später entwickelte zusätzliche Ogham-Zeichen, die erst ab dem 7. Jahrhundert, also nach der Blütezeit der Ogham-Verwendung, gebildet und fast ausschließlich in Manuskripten verwendet wurden. Übertragung der Zeichen jeweils von unten nach oben: H A B U AE (auch CH und X) Z (links); A O I E Q (Mitte); B N G UI (rechts). Das Buch ist 2013 in Moskau erschienen.
Die Ogham-Buchstaben für BLVSHDTCAOUE (von unten nach oben) befinden sich auf der vorderen Umschlagseite des englischsprachigen Buches „Pheryllt II“ von Joshua Free. Das Buch wurde 2016 in Greenwood Village/Colorado, USA, veröffentlicht.
Beispiele für Ogham-Zeichen auf Büchern

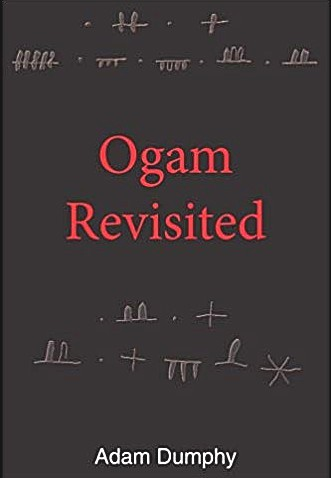
„Ogam Revisited“ – 2007
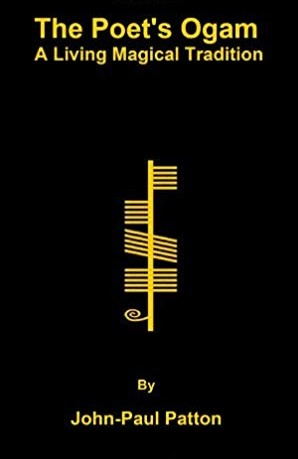
„The Poet’s Ogam“ – 2010
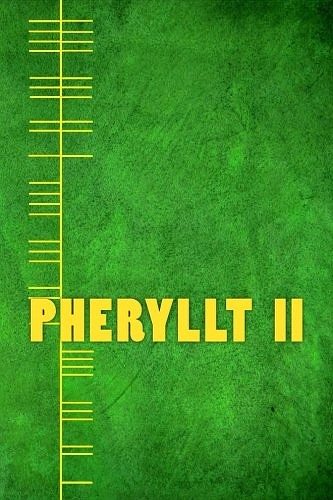
„Pheryllt II“ – 2016